# 1 (musikalbum av Zara Larsson)
1 är debutalbumet av den svenska sångerskan Zara Larsson, utgivet den 1 oktober 2014 på skivbolaget Record Company TEN. På albumet arbetade flera olika låtskrivare och producenter, däribland Claude Kelly, Colin Norman, Robert Habolin och Marcus Reza Sepehrmanesh. Skivan nådde första plats på den svenska albumlistan och första singeln, "Uncover", toppade listorna i både Sverige och Norge.

## Mottagande
- Gaffa: 3/6[4]
- Göteborgs-Posten: 4/5[5]

## Låtlista
| Nr  | Titel                   | Kompositör                                                   | Producent                     | Längd |
| --- | ----------------------- | ------------------------------------------------------------ | ----------------------------- | ----- |
| 1.  | Skippin a Beat          | J. Kash, Rickard Göransson, Tove Lo, Kevin Figs, Teddy Pena  | O.C., Figs                    | 2:43  |
| 2.  | Wanna Be Your Baby      | Claude Kelly, Marcus "Mack" Sepehrmanesh, Colin Norman       | Norman, Kelly, Robert Habolin | 3:04  |
| 3.  | Rooftop                 | Mack, Göransson, Mathieu Jomphe, Nick Ruth                   | Billboard, Nick Ruth, Mack    | 3:59  |
| 4.  | Never Gonna Die         | Ethan "Baby E" Lowery, Tommy Tysper                          | Tysper, A.C.                  | 3:46  |
| 5.  | Carry You Home          | Elof Loelv                                                   | Loelv                         | 4:14  |
| 6.  | Can't Hold Back         | Ashley Rose, Melvin Hough II, Rivelino R. Wouter             | Mel & Mus, Habolin            | 3:40  |
| 7.  | Weak Heart              | Mack, Robert Habolin, Patrizia Helander                      | Loelv, Habolin                | 2:59  |
| 8.  | If I Was Your Girl      | Mack, Tim Denéve, Ted Krotkiewski                            | JUNGLE, Mack                  | 2:39  |
| 9.  | Secret                  | Elina Stridh, Simon Hassle, Benjamin Johansson, Grace Tither | Hassle, Johansson             | 2:43  |
| 10. | Endless                 | Erik Hassle, Daniel Ledinsky, Andre Price                    | Grizzly                       | 2:46  |
| 11. | Still In My Blood       | Alx Reuterskiöld, Kim Wennerström                            | Habolin                       | 3:11  |
| 12. | Uncover (2014 version)  | Mack, Habolin, Gavin Jones                                   | Habolin, Erik Arvinder        | 3:34  |
| 13. | Bad Boys                | Mack                                                         | Loelv, Mack, Habolin          | 2:09  |
| 14. | She's Not Me, Pt. 1 & 2 | Naiv, Mack                                                   | Mack, Naiv                    | 5:33  |

## Medverkande
- Zara Larsson – sång, exekutiv producent
- Linnea Aarflot – art director
- Björn Engelmann – mastering (spår: 12, 14)
- Fredrik Etoall – fotografi (albumkonvolut)
- Chris Gehringer – mastering (spår: 1–11, 13)
- Ola Håkansson – exekutiv producent
- Marcus "Mack" Sepehrmanesh – exekutiv producent
- Emma Svensson – fotografi (omslag, albumkonvolut)

Information från Discogs.

## Listplaceringar
| Lista (2014)                | Högsta placering |
| --------------------------- | ---------------- |
| Danmark (Trackslisten)      | 33               |
| Norge (VG-lista)            | 28               |
| Sverige (Sverigetopplistan) | 1                |